# Élection présidentielle américaine de 1952
L'élection présidentielle américaine de 1952 est la quarante-deuxième élection présidentielle depuis l'adoption de la Constitution américaine en 1787. Le scrutin a lieu le mardi 4 novembre 1952 et voit la victoire du général Dwight D. Eisenhower face au gouverneur de l'Illinois, le démocrate Adlai Stevenson. L'élection s'est déroulée dans un contexte marqué par la guerre froide, la guerre de Corée et une lassitude envers l'administration démocrate qui dirigeait le pays depuis 1933.

## Conditions d'éligibilité
Ne peuvent se présenter, selon l'article II section première de la Constitution, que les citoyens américains:
- Américains de naissance ;
- âgés d'au moins 35 ans ;
- ayant résidé aux États-Unis depuis au moins 14 ans.

Depuis l'adoption du XXIIe amendement en 1947 par le Congrès et sa ratification en 1951, les anciens présidents qui ont déjà été élus deux fois ne sont plus éligibles. Néanmoins, une clause permettait au président Truman de pouvoir concourir.

## Contexte
L'élection présidentielle américaine de 1952 s'est tenue dans un contexte marqué par des enjeux nationaux et internationaux majeurs. Après vingt ans de présidences démocrates sous Franklin Delano Roosevelt (1933-1945) et Harry S. Truman (1945-1953), le Parti républicain voyait une opportunité historique de reprendre la Maison-Blanche.

### Un climat politique marqué par la guerre froide
Depuis la fin de la Seconde Guerre mondiale en 1945, les États-Unis étaient engagés dans une rivalité croissante avec l'Union soviétique, connue sous le nom de guerre froide. Cette période était marquée par la montée des tensions idéologiques, militaires et économiques entre les blocs de l'Est et de l'Ouest. La guerre de Corée, commencée en 1950, contribuait à accroître l'anxiété du public face à la menace communiste. La politique étrangère était dominée par la doctrine Truman, visant à contenir l'expansion du communisme.

### L'administration Truman et ses difficultés
Le président sortant, Harry S. Truman, faisait face à une baisse de popularité en raison de divers problèmes nationaux et internationaux. Son administration était critiquée pour sa gestion de la guerre de Corée, qui s'enlisait, ainsi que pour la montée du maccarthysme, une période de chasse aux sorcières anti-communiste menée par le sénateur du Wisconsin Joseph McCarthy. Par ailleurs, des affaires de corruption entachaient l'image du Parti démocrate, affaiblissant ses chances de remporter une nouvelle élection. Le renvoi du général Douglas MacArthur — qui souhaitait obtenir l'autorisation de l'emploi de la bombe atomique contre la république populaire de Chine et qui avait fait porter le débat devant le Congrès — par Truman le 11 avril 1951 fut très mal perçu dans l'opinion et les démocrates ne s'en sont guère relevé face aux attaques du maccarthysme,.

## Nominations
Dans les années 1950, le processus des primaires était différent du système actuel. Peu d'états organisaient des élections primaires, et la majorité des délégués étaient encore sélectionnés lors de conventions d'état dominées par les chefs de partis.
Les primaires jouaient cependant un rôle crucial pour tester la popularité des candidats et leur capacité à rassembler des soutiens. En 1952, ces scrutins prirent une importance particulière pour les républicains et les démocrates.

### Parti démocrate
Kefauver remporta une série impressionnante de primaires, notamment dans le New Hampshire, battant Truman lui-même avant que ce dernier ne se retire de la course. Cependant, le système des primaires à l'époque n'était pas décisif, car les délégués étaient encore largement choisis par les chefs de parti plutôt que par les électeurs.
Au fil des mois, Adlai Stevenson émergea comme le choix favori des démocrates influents. Bien qu'il n'ait pas participé activement aux primaires, son discours à la Convention nationale démocrate en juillet 1952 convainquit de nombreux délégués qu'il était le meilleur candidat pour affronter le républicain Dwight D. Eisenhower.

#### Ticket
| Ticket démocrate de 1952                 |                                             |
| Adlai Stevenson                          | John Sparkman                               |
| Candidat à la présidence                 | Candidat à la vice-présidence               |
|                                          |                                             |
| 31e Gouverneur de l'Illinois (1949-1953) | Sénateur fédéral pour l'Alabama (1946-1979) |
| Campagne                                 |                                             |

#### Candidats à la nomination
| Les candidats sont classés en fonction de leur progression durant les primaires et jusqu'à la convention du parti |                                         |                                                   |                                            |                                      |
| Estes Kefauver | Richard Brevard Russell, Jr.            | William Averell Harriman                          | Robert S. Kerr (en)                        | Harry S. Truman                      |
| |                                         |                                                   |                                            |                                      |
| Sénateur fédéral du Tennessee (1949-1963)                                                                         | Sénateur fédéral de Géorgie (1933-1971) | Secrétaire au Commerce des États-Unis (1946-1948) | Sénateur fédéral de l'Oklahoma (1949-1963) | Président des États-Unis (1945-1953) |
| 26 juillet 1952                                                                                                   |                                         |                                                   |                                            | 29 mars 1952                         |

### Parti républicain
Les primaires furent particulièrement disputées, Eisenhower et Taft remportant chacun plusieurs états clés. L'une des batailles les plus importantes eut lieu dans le New Hampshire, où Eisenhower remporta une victoire décisive qui renforça sa position de favori.
Malgré le soutien des républicains conservateurs à Taft, Eisenhower bénéficia d'une dynamique favorable, notamment grâce à son image de chef militaire et à l'appui de figures influentes du parti, comme Thomas Dewey, ancien candidat républicain à la présidence.

#### Ticket
| Ticket républicain de 1952                                      |                                                 |
| Dwight D. Eisenhower                                            | Richard Nixon                                   |
| Candidat à la présidence                                        | Candidat à la vice-président                    |
|                                                                 |                                                 |
| 1er Commandant suprême des forces alliées en Europe (1951-1952) | Sénateur fédéral pour la Californie (1950-1953) |
| Campagne                                                        |                                                 |

#### Candidats à la nomination
| Les candidats sont classés en fonction de leur progression durant les primaires et jusqu'à la convention du parti |                                         |                                     |                                   |
| Robert Taft | Earl Warren                             | Harold Stassen                      | Douglas MacArthur                 |
| |                                         |                                     |                                   |
| Sénateur fédéral de l'Ohio (1939-1953)                                                                            | Gouverneur de la Californie (1943-1953) | Gouverneur du Minnesota (1939-1943) | General of the Army (depuis 1944) |
| 11 juillet 1952                                                                                                   |                                         |                                     |                                   |

## Campagne

### Les élections primaires
Les primaires de 1952 furent particulièrement animées, notamment du côté républicain. Le Parti républicain était divisé entre les partisans du sénateur conservateur Robert Taft, fils de l'ancien président William Howard Taft qui représentait l'aile isolationniste et conservatrice du parti, et ceux de Dwight D. Eisenhower, un général de la Seconde Guerre mondiale très populaire. Eisenhower, bien que réticent à entrer en politique, accepta de se présenter sous la pression de ses partisans et adopta une position plus internationaliste. Son principal défi était de battre Taft dans les primaires, largement soutenu par l'appareil républicain, ce qu'il réussit grâce à une campagne dynamique et à son image d'homme providentiel capable d'unir la nation et l'appui du gouverneur de l'État de New York Thomas Dewey. Le 11 avril 1952, Eisenhower demande à être relevé de ses fonctions de commandant suprême des forces alliées et de rentrer au pays pour se concentrer sur la campagne des primaires. Il obtient officiellement la nomination le 11 juillet 1952 et choisit le sénateur de Californie Richard Nixon comme colistier.
Chez les démocrates, le président sortant Harry S. Truman décida de ne pas briguer un nouveau mandat après sa défaite lors de la primaire du New Hampshire, ouvrant ainsi la voie à plusieurs candidats. Jusqu'à la convention démocrate, Truman n'apporta pas son soutien officiel à l'un des prétendants, mais disposait encore de suffisamment d'influence pour peser sur la nomination. Adlai Stevenson, gouverneur de l'Illinois, fut finalement désigné comme candidat après avoir été perçu comme un leader intellectuel et modéré, capable de défendre l'héritage du New Deal face aux critiques républicaines. Comme en 1948, les démocrates sudistes menaçaient de provoquer une scission et d'avoir le propre candidat, mais ils étaient eux-mêmes divisés. Le vote pour la nomination fut reporté d'une journée, un début d'incendie s'étant déclaré dans l'enceinte de l'International Amphitheatre de Chicago. Pour équilibrer le ticket démocrate, le sénateur de l'Alabama John Sparkman fut désigné comme colistier, notamment pour satisfaire les démocrates sudistes.
Pour la première fois, les conventions nationales furent retransmises à la télévision, et des millions d'Américains assistèrent à la grande messe politique, à savoir le choix des candidats pour l'élection générale. Le général Douglas MacArthur fut le principal orateur de la convention républicaine, et son discours fut très suivi.

### La campagne générale
Une fois les nominations officialisées, la campagne présidentielle prit une tournure décisive. Eisenhower mena une campagne axée sur la nécessité du changement, critiquant vivement l'administration démocrate pour sa gestion de la guerre de Corée, la corruption et l'expansion du communisme. Son slogan « I Like Ike » devint emblématique et renforça son image de leader accessible et rassurant. Son premier discours officiel, prononcé dans sa ville de cœur d'Abilene dans le Kansas, fut largement relayé par la presse, dressant un bilan à charge contre l'administration sortante. Il promet notamment de se rendre en Corée et de tout faire pour mettre fin au conflit.
Stevenson, quant à lui, adopta un ton plus académique et tenta de défendre le bilan démocrate, insistant sur la stabilité économique et sociale apportée par ses prédécesseurs. Cependant, il eut du mal à contrer la vague d'enthousiasme en faveur d'Eisenhower, surtout face à l'usure politique du Parti démocrate après vingt ans au pouvoir. Malgré le prestige associé à son nom, son grand-père Adlai Ewing Stevenson ayant été vice-président à la fin du XIXe siècle, il souffrait de la comparaison face à Eisenhower. De plus, ses discours n'étaient pas calibrés pour la radiodiffusion, dépassant toujours la limite dont il disposait à l'antenne. Son colistier John Sparkman fit essentiellement campagne dans le Sud et son impact fut limité, contrairement au président Truman qui fit activement campagne pour le ticket démocrate.
Un moment clé de la campagne fut le « Checkers Speech » de Richard Nixon, candidat républicain à la vice-présidence. Accusé de corruption, Nixon prit la parole à la télévision pour se défendre, expliquant qu'il n'avait accepté qu'un seul don controversé : un chien nommé Checkers pour ses enfants. Ce discours émut le public et permit à Nixon de rester sur le ticket républicain. Nixon avait joué un rôle majeur dans le parjure d'Alger Hiss, un ancien fonctionnaire du département d'État, et cet évènement avait contribué à son ascension politique rapide. Il se fit très vite des ennemis au sein du Parti républicain, mais l'affaire eut une répercussion bien plus grande : tous les élus au Congrès durent publier leurs déclarations d'impôts afin de montrer leur bonne foi. À la suite de l'affaire, la campagne prit une tournure désagréable, avec de nombreuses attaques personnelles, le maccarthysme jouant à plein pour atteindre et attaquer Stevenson et le dénoncer comme étant un communiste. Néanmoins, la position républicaine fut un temps menacée par les violentes attaques de Joseph McCarthy à l'encontre du général George Marshall. Eisenhower attendit plus d'un mois avant de s'exprimer publiquement et d'apporter son soutien à Marshall.
D'après les comptes du New York Times, les deux candidats ont parcouru plus de 50 000 kilomètres et prononcé chacun plus de 200 discours jusqu'à la veille du scrutin.

### L'impact de la télévision

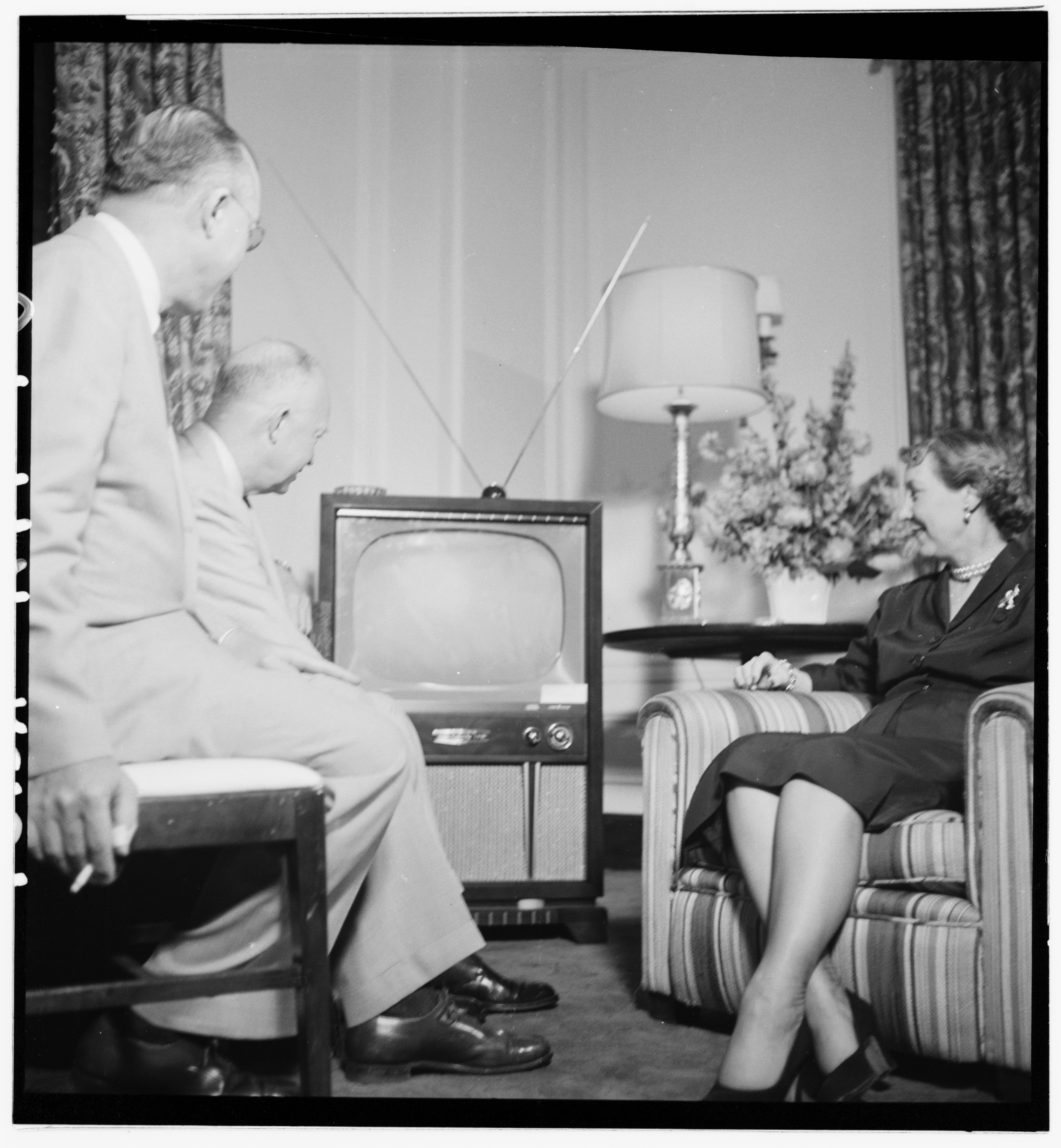
Dwight et Mamie Eisenhower regardant la couverture télévisée de la Convention nationale républicaine de Chicago (Bibliothèque du Congrès).

L'élection de 1952 fut la première à voir la télévision jouer un rôle central dans la stratégie de campagne. Les auditions au Congrès de la commission d'enquête sur le crime organisé, en mai 1950, sous la conduite du sénateur Estes Kefauver, ont eu un impact considérable du fait de leur télédiffusion. Les partis prirent alors conscience du poids considérable de la télévision pour mener une campagne électorale. Eisenhower exploita ce nouveau média de manière innovante, en diffusant des spots publicitaires courts et percutants, contrastant avec le style plus traditionnel de Stevenson, qui préférait les discours longs et argumentés. La télévision permit à Eisenhower de toucher un public plus large et de renforcer son image de leader moderne et dynamique.
De plus, la couverture médiatique des débats et des rassemblements permit aux électeurs de mieux connaître les candidats et leurs positions. Cet usage novateur de la télévision posa les bases des futures campagnes électorales aux États-Unis, où la communication visuelle et les messages simples devinrent des éléments clés. Ainsi, Eisenhower l'emporta notamment dans tous les États où la proportion de foyers équipés d'une télévision était supérieure à 50 % en 1952.

## Résultats
Dwight D. Eisenhower a remporté une victoire écrasante avec un total de 442 grands électeurs, contre 89 pour Adlai Stevenson. Au niveau du vote populaire, Eisenhower a recueilli 55,2 % des suffrages (environ 34 millions de votes), contre 44,3 % pour Stevenson (environ 27 millions de votes). Cette large victoire témoigne d'un profond rejet de l'administration démocrate sortante et d'un désir de changement dans la politique nationale.

## Analyse

### Analyse géographique

#### Victoire écrasante des républicains
Eisenhower a remporté 39 États sur 48, totalisant 442 grands électeurs contre 9 États et 89 grands électeurs pour Stevenson. Le vote républicain a conquis des bastions traditionnellement démocrates, notamment dans le Sud et l'Ouest. Dans le même temps, le parti reprend pour la première fois depuis 1928 la majorité dans les deux chambres du Congrès, et ce pour la dernière fois avant la « Révolution républicaine » de 1994.

#### Détails par grandes régions

##### Nord-Est
Eisenhower y a largement dominé grâce au soutien des classes moyennes et des industriels. Stevenson n'a fait jeu égal que dans le Delaware et le Rhode Island, étant distancé fortement dans les autres États de la région. Seules les grandes villes ont voté en majorité pour Stevenson.

##### Midwest
Bastion républicain habituel, il a voté massivement pour Eisenhower, notamment grâce à l'opposition aux politiques économiques de Truman.

##### Sud
Stevenson a conservé une partie du Sud profond, notamment la Géorgie et la Caroline du Sud. Toutefois, Eisenhower a percé dans des États clés comme le Texas, la Virginie, la Floride et le Tennessee, signe d'un basculement progressif du Sud vers les républicains.

##### Ouest
Eisenhower a remporté l'ensemble de cette région, bénéficiant de son image de héros de guerre et d'un électorat soucieux du développement économique et militaire. La présence de Nixon, originaire de Californie, a également beaucoup joué dans la victoire républicaine à l'Ouest.

### Analyse sociologique

#### Classes sociales
- Classes moyennes et aisées : largement républicaines, séduites par la promesse d’Eisenhower d'une gestion économique plus rigoureuse et de la fin de la guerre de Corée.
- Classes populaires et ouvriers : restées en majorité démocrates, mais moins mobilisées que lors des précédentes élections.

#### Facteurs démographiques et ethniques
- Blancs du Nord et de l'Ouest : favorables aux républicains, surtout les suburbains et les vétérans de guerre.
- Afro-Américains : traditionnellement démocrates depuis 1932, mais certains ont été sensibles à la candidature d'Eisenhower, perçu comme plus modéré sur les questions raciales.
- Catholiques et immigrés (Italiens, Irlandais) : historiquement démocrates, mais le manque de charisme de Stevenson et l'aura militaire d'Eisenhower ont affaibli leur soutien.

#### Le rôle du vote des femmes
Eisenhower a remporté une majorité du vote féminin, séduisant avec son image de stabilité et son opposition à la guerre de Corée. Tous les sondages l'ont donné en tête du vote féminin.

### Analyse politique

#### Fatigue du Parti démocrate après 20 ans au pouvoir
Après quatre mandats démocrates sous Roosevelt puis Truman, une envie de changement s'est installée. La guerre de Corée, la montée du maccarthysme et l'inflation ont affaibli le Parti démocrate.

#### L'image d'Eisenhower, un candidat«au-dessus des partis»
Héros de la Seconde Guerre mondiale, Eisenhower a attiré l'électorat indépendant. Il a rassuré sur sa politique économique et son leadership militaire.

#### Un Parti démocrate affaibli
Adlai Stevenson, gouverneur de l'Illinois, était un intellectuel brillant mais manquait du charisme nécessaire pour mobiliser les foules. Il devait défendre le bilan impopulaire de Truman, notamment la guerre de Corée et la corruption perçue au sein du gouvernement.